# Crotalaria scabrella
Crotalaria scabrella är en ärtväxtart som beskrevs av Robert Wight och George Arnott Walker Arnott. Crotalaria scabrella ingår i släktet sunnhampor, och familjen ärtväxter. IUCN kategoriserar arten globalt som livskraftig. Inga underarter finns listade i Catalogue of Life.